# Loxobates kawilus
Loxobates kawilus là một loài nhện trong họ Thomisidae.
Loài này thuộc chi Loxobates. Loxobates kawilus được Alberto Barrion & James A. Litsinger miêu tả năm 1995.